# Palaeochrysophanus obscura
Palaeochrysophanus obscura är en fjärilsart som beskrevs av Courvoisier 1911. Palaeochrysophanus obscura ingår i släktet Palaeochrysophanus och familjen juvelvingar. Inga underarter finns listade i Catalogue of Life.